# Puchar Europy w Lekkoatletyce 2001

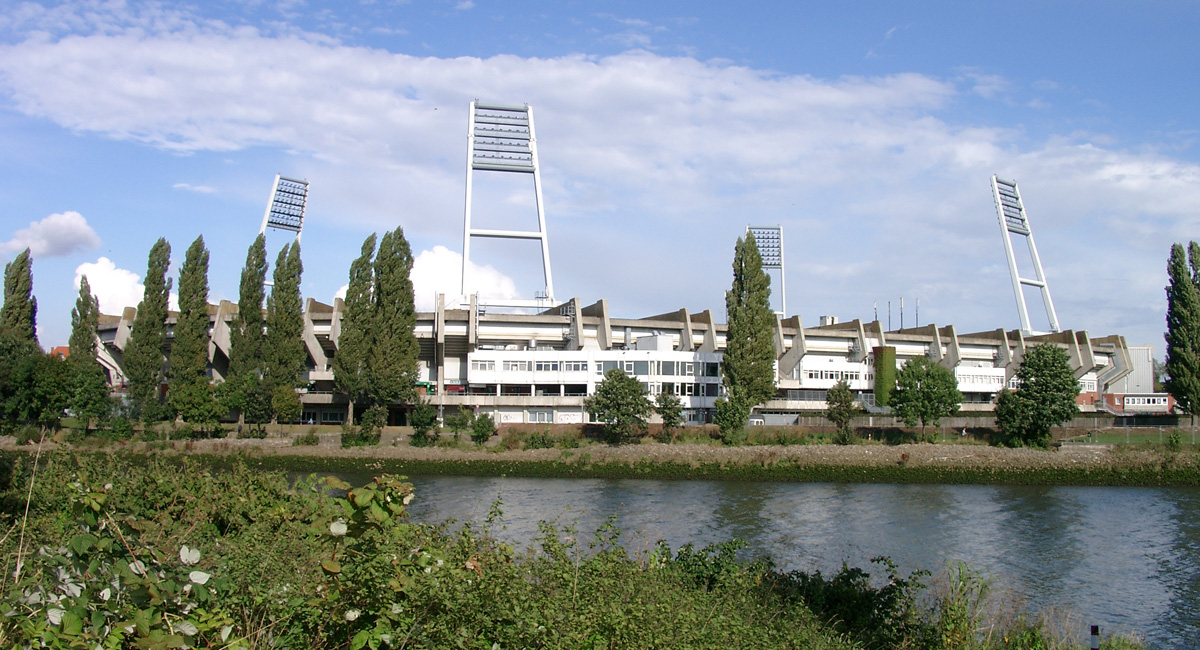
Stadion Weser w Bremie widziany od południowego zachodu

22. Puchar Europy w lekkoatletyce – międzynarodowa impreza lekkoatletyczna rozegrana na europejskich stadionach w weekend 23 i 24 czerwca 2001. Zawody organizowane były przez EAA.

## Superliga
Zawody Superligi Pucharu Europy odbyły się w niemieckim mieście Brema. Wśród mężczyzn historyczny triumf – pierwszy w Pucharze Europy – odniosła reprezentacja Polski. Wśród pań najlepsze okazały się Rosjanki.

### Końcowa tabela
| Pozycja | Reprezentacja   | Punkty |
| ------- | --------------- | ------ |
| 1       | Polska          | 107    |
| 2       | Rosja           | 97     |
| 3       | Włochy          | 94     |
| 4       | Niemcy          | 93     |
| 5       | Wielka Brytania | 91     |
| 6       | Francja         | 87     |
| 7       | Hiszpania       | 77     |
| 8       | Grecja          | 67     |

| Pozycja | Reprezentacja   | Punkty |
| ------- | --------------- | ------ |
| 1       | Rosja           | 126,5  |
| 2       | Niemcy          | 117    |
| 3       | Francja         | 86     |
| 4       | Wielka Brytania | 82     |
| 5       | Rumunia         | 78     |
| 6       | Włochy          | 72,5   |
| 7       | Białoruś        | 70     |
| 8       | Czechy          | 47     |